# Buchet

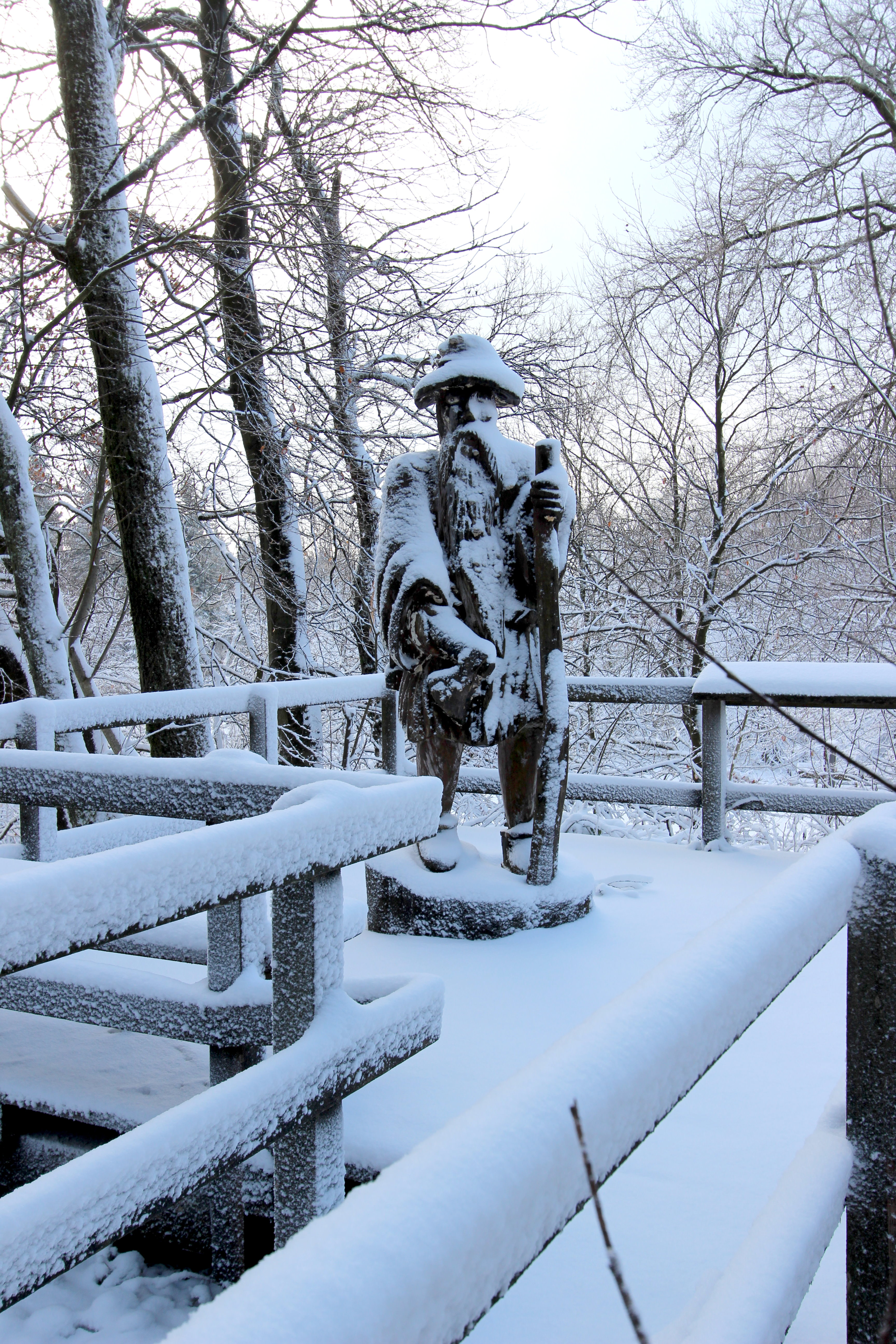
Schwarzer Mann (Eifel); Wander- und Wintersportgebiet

Buchet ist eine Ortsgemeinde im Eifelkreis Bitburg-Prüm in Rheinland-Pfalz. Sie gehört der Verbandsgemeinde Prüm an.

## Geographie
Buchet liegt im Naturpark Nordeifel. Zum Hauptort Buchet gehören auch die Ortsteile Alferberg, Halenfeld, Niederlascheid, Steinbach und Weidinger. Durch die Gemeinde fließt der Alfbach.
Nachbarorte sind Oberlascheid im Norden, der zu Auw bei Prüm gehörende Ortsteil Schlausenbach im Nordosten, Sellerich im Südosten, Brandscheid im Süden und  Bleialf im Westen.

## Geschichte
Die erste urkundliche Erwähnung erfolgte 1136 als Puveche. Gegen Ende des 18. Jahrhunderts gehörte Buchet zum kurtrierischen Oberamt Prüm, zugeordnet den Ämtern Prüm und Schönberg. Die Inbesitznahme des Linken Rheinufers durch französische Revolutionstruppen beendete die alte Ordnung. Der Ort wurde von 1798 bis 1814 Teil der Französischen Republik (bis 1804) und anschließend des Französischen Kaiserreichs, verwaltet von der Mairie Bleialf im Arrondissement Prüm des Saardépartements. Nach der Niederlage Napoleons kam Buchet aufgrund der 1815 auf dem Wiener Kongress getroffenen Vereinbarungen zum Königreich Preußen und gehörte nun zum Kreis Prüm des Regierungsbezirks Trier, der 1822 Teil der neu gebildeten preußischen Rheinprovinz wurde. Aus der Mairie wurde die Bürgermeisterei (ab 1927 das Amt) Bleialf, zu der Buchet zusammen mit seinen Ortsteilen und Wohnplätzen gehörte.
Als Folge des Ersten Weltkriegs war die gesamte Region dem französischen Abschnitt der Alliierten Rheinlandbesetzung zugeordnet. Nach dem Zweiten Weltkrieg wurde Buchet innerhalb der französischen Besatzungszone Teil des damals neu gebildeten Landes Rheinland-Pfalz.
Der 1993 gegründete Kapellenbauverein errichtete im Zeitraum Herbst 1999 bis Juli 2002 in Eigenleistung die Sankt-Barbara-Kapelle.
Statistik zur Einwohnerentwicklung
Die Entwicklung der Einwohnerzahl von Buchet, die Werte von 1871 bis 1987 beruhen auf Volkszählungen:
| Jahr | Einwohner |
| ---- | --------- |
| 1815 | 227       |
| 1835 | 257       |
| 1871 | 438       |
| 1905 | 252       |
| 1939 | 542       |

| Jahr | Einwohner |
| ---- | --------- |
| 1950 | 272       |
| 1961 | 255       |
| 1970 | 270       |
| 1987 | 270       |
| 1997 | 307       |

| Jahr | Einwohner |
| ---- | --------- |
| 2005 | 264       |
| 2011 | 242       |
| 2017 | 237       |
| 2023 | 246       |

## Politik

### Bürgermeister
Rudolf Diederichs wurde am 1. März 2023 Ortsbürgermeister von Buchet. Bei der Direktwahl am 22. Januar 2023 war er mit einem Stimmenanteil von 90,6 % gewählt worden. Bei der Direktwahl am 9. Juni 2024 wurde er ohne Gegenkandidaten mit 97,7 % der Stimmen in seinem Amt bestätigt.
Der Vorgänger von Diederichs, Alois Fußmann (SPD), hatte das Amt 2004 übernommen. Da bei der Direktwahl am 26. Mai 2019 kein gültiger Wahlvorschlag eingereicht wurde, bestätigte der Gemeinderat Fußmann am 12. August 2019 für weitere fünf Jahre in seinem Amt. Alois Fußmann verstarb am 10. September 2022 im Alter von 63 Jahren. Fußmanns Vorgänger Manfred Kleis hatte das Amt des Ortsbürgermeisters von 1979 bis 2004 ausgeübt.

## Kultur und Sehenswürdigkeiten

### Bauwerke
- Sendemast auf dem Schwarzen Mann
- Bucheter Sankt-Barbara-Kapelle von 2002[4]
- Haus Frames (In der Jennebach 5) beherbergte in der zweiten Septemberhälfte 1944 den Kommandostab des 22. Infanterieregiments der 4. US-Infanteriedivision. Ernest Hemingway war dort als Kriegsreporter mehrfach zu Gast.[13][14][15]

Siehe auch: Liste der Kulturdenkmäler in Buchet

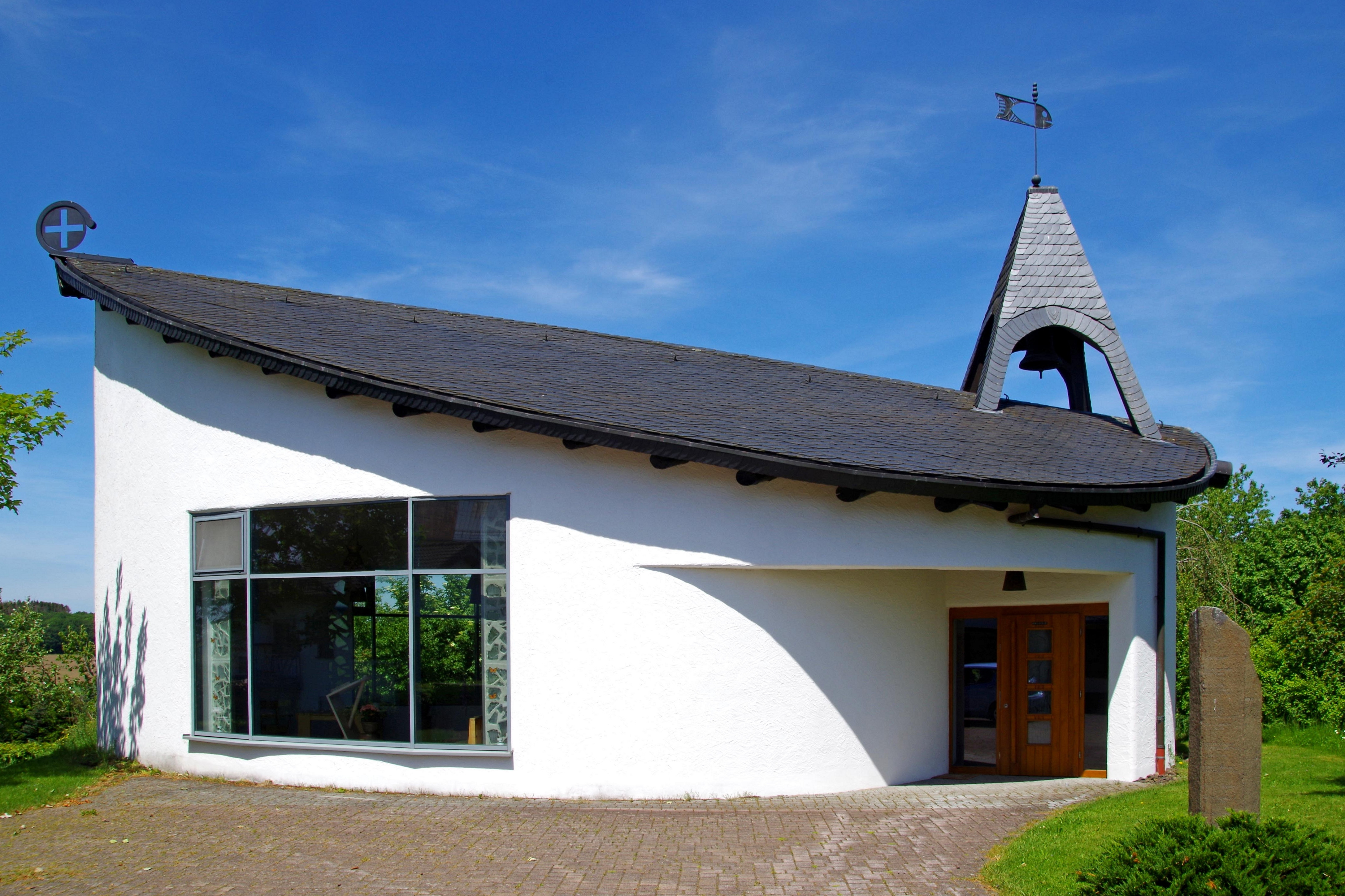
Buchet, Barbarakapelle (2001), Südseite
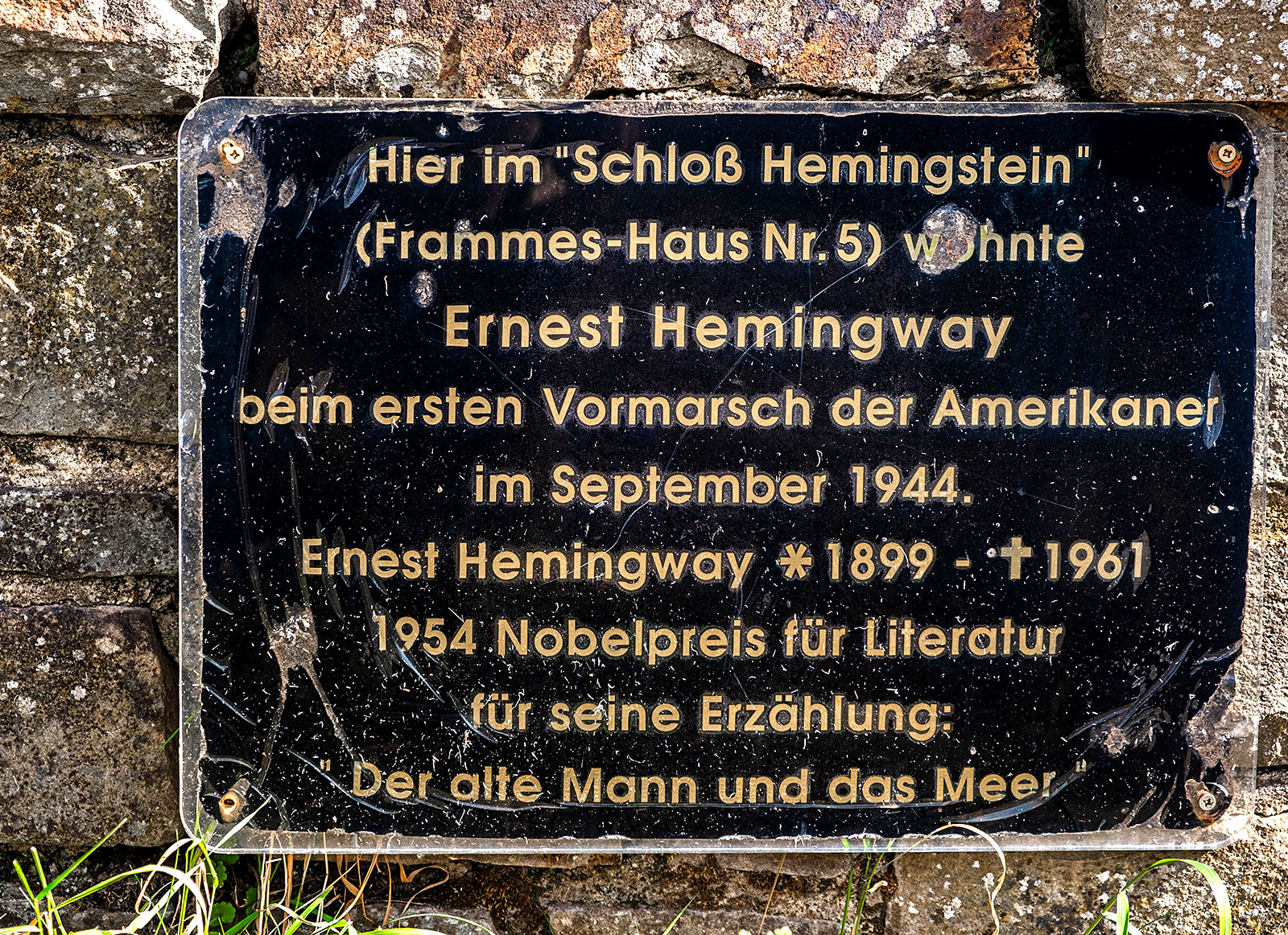
Gedenktafel zum Aufenthalt von Ernest Hemingway
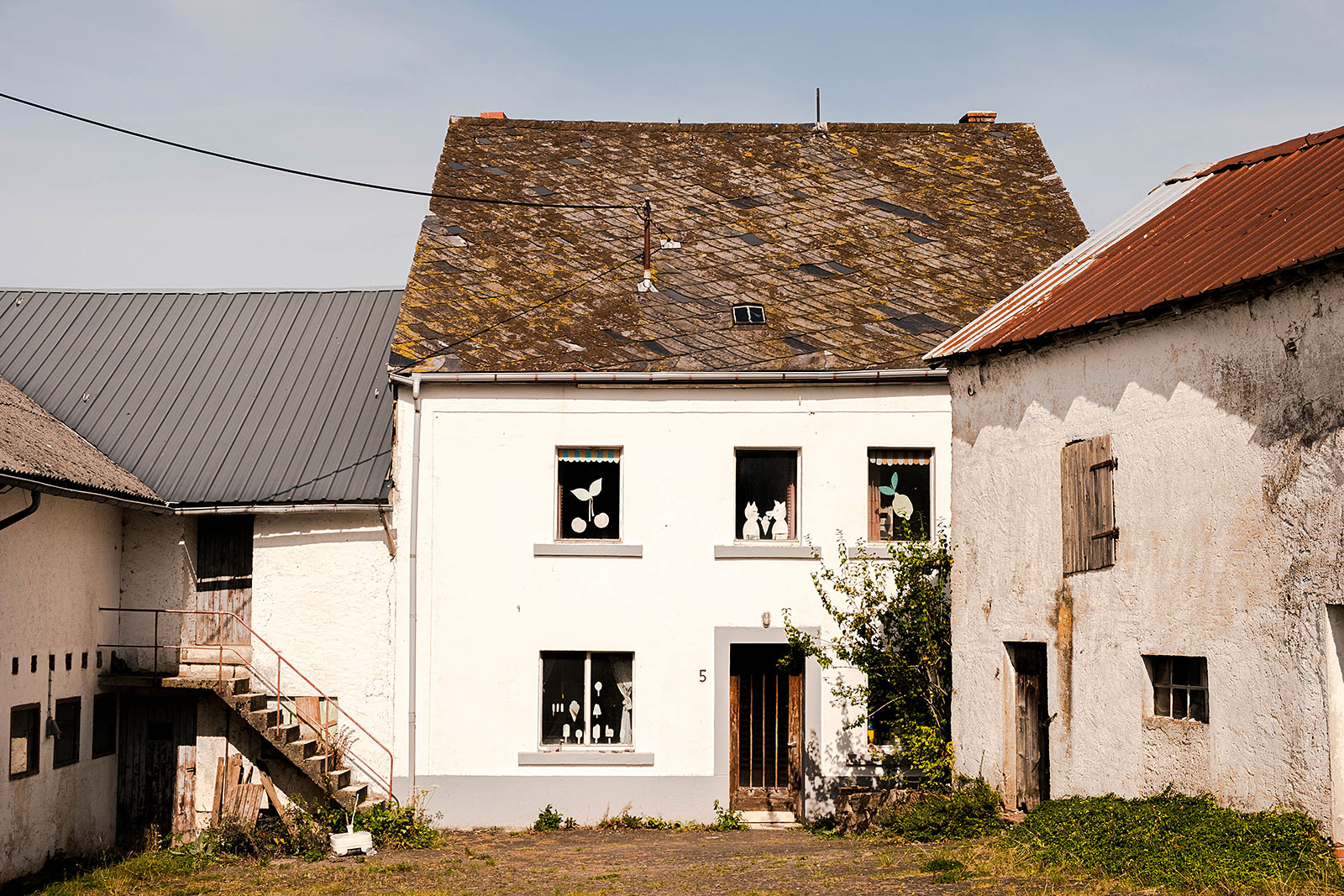
Unterkunft von Hemingway im September 1944

### Grünflächen und Naherholung
- Artenreicher Mischwald nordöstlich von Halenfeld
- Wanderrouten rund um Buchet[16][17]
- Hemingwayweg[18]
- Aussichtspunkt Dreiländerblick auf einer Höhe von 615 Metern über dem Meeresspiegel[19]

Siehe auch: Liste der Naturdenkmale in Buchet

### Regelmäßige Veranstaltungen
- Burgbrennen am ersten Wochenende nach Aschermittwoch (sogenannter Scheef-Sonntag).[20][21]
- Jährliches Sankt Martins-Zugfest im November.[22]

## Verkehr
Buchets Ortsteile werden von den Kreisstraßen K 104 und K 105 an das überregionale Straßennetz angeschlossen.

## Persönlichkeiten
- Joe Dollmann (bürgerlich: Roland Hagen; * 1954 in Rösrath), Objektkünstler und Zeichner, wohnt seit Mitte der 1980er Jahre in der alten Schule von Buchet[23][24]